# 上赫蘇斯
上赫蘇斯（西班牙語：Alto de Jesús），是巴拿馬的城鎮，位於該國西北部，由恩戈貝-布格雷特區的努魯姆區負責管轄，面積27.5平方公里，2010年人口686，人口密度每平方公里25人。